# 마루야마 호다카
마루야마 호다카(일본어: 丸山穂高, 1984년 1월 10일 ~)는 일본의 정치인이다. 2019년 쿠릴 열도를 되찾기 위한 전쟁의 필요성을 시사하는 발언을 하다 논란이 되자 탈당했고, NHK 수신료를 지불하지 않는 방법을 가르치는 당에 입당했다.

## 생애
마루야마 호다카는 오사카부 사카이시에서 태어났으며, 2006년 도쿄 대학에서 경제학 학사 학위를 받았다.
대학을 졸업한 후, 그는 일본 경제산업성 공무원으로 임용되었다. 2009년에는 공무원직을 사임하고 마쓰시타세이케이주쿠에 들어갔다. 2012년 오사카 유신회에 입당했으며, 2012년 오사카부 제19구의 일본유신회 소속으로 중의원에 당선되었다. 이후 2014년 선거에서도 유신당 소속으로 재선되었다. 2015년에는 일본유신회로 이적했고 정무조사회 부회장, 국회대책위원회 부위원장에 취임하였다. 2017년 일본유신회 소속으로 3선에 성공했다.

## 논란

### 폭행 논란
2015년 말, 도쿄도 오타구 가마타역 주변 술집에서 음주 후 다른 손님과 시비가 붙었고, 싸움 도중 상대의 손을 깨무는 사건을 일으켰다. 이후 이 사건은 양자간 합의로 종결되었고, 마루야마는 이 사건에 대해 "의원직에 있는 동안은 다시 음주하지 않을 것이며 만약 또다시 음주했을 경우 의원직을 사퇴하겠다"고 사과했다.

### 쿠릴 열도전쟁 발언 논란
2019년 5월 11일 러시아 쿠나시르섬을 방문한 그는 술에 취한 뒤 쿠릴 열도 분쟁을 거론하며 주민들에게 "(쿠릴 열도를 되찾기 위한 방법으로) 전쟁 말고 다른 방법이 없냐, 전쟁을 해서라도 탈환하는 것에 동의하냐"고 외쳤다. 이로 인해 일본 언론의 비판이 일었고, 그는 당에서 제명되었다. 5월 13일 러·일 지사 회의에서 콘스탄틴 코사체프 러시아 상원 국제문제위원장은 이 사건에 대해 "러일관계 흐름 중 가장 나쁜 일"이라며 비판했다. 결국 이후 그에 대한 만장일치의 규탄 결의가 중의원에서 통과되었다. 그는 또한 일본유신회에서 쫓겨났다. 제명 이후 NHK 수신료를 지불하지 않는 방법을 가르치는 당에 입당했으며, 현재 부대표직을 맡고 있다.
논란 이후 7월 23일 자신의 트위터에서 "전쟁으로 다케시마(독도)를 되찾자"는 주장을 하며 여론조사를 실시하기도 했다.

## 선거 이력
|  | 46.68% |

|  | 36.90% |

|  | 38.44% |